# موسى زايد
موسى زايد مواليد 9 مارس 1994 في الدوحة، هو لاعب كرة مضرب قطري يلعب باليد اليمنى. أعلى تصنيف له في الفردي كان المركز الـ 1668 في سنة 2012. أعلى تصنيف له في الزوجي كان المركز الـ 1788 في سنة 2014.

## روابط خارجية
- موسى زايد على موقع رابطة محترفي التنس (الإنجليزية)
- موسى زايد على موقع الاتحاد الدولي لكرة المضرب (الإنجليزية)
- موسى زايد على موقع كأس ديفيز (الإنجليزية)
- موسى زايد على موقع خلاصة التنس.كوم (الإنجليزية)
- موسى زايد على موقع إي إس بي إن.كوم (الإنجليزية)